# Хърватска енциклопедия
Хърватската енциклопедия (на хърватски: Hrvatska enciklopedija) е национална енциклопедия на Хърватия. Издадена е от Загребския лексикографски институт Мирослав Кърлежа.
Проектът за написване на енциклопедията започва през 1999 г. Представлява пета итерация на традицията за написване на енциклопедии, създадена от Хърватската енциклопедия от Мате Ужевич и продължена от Енциклопедията на лексикографския институт, както и в двете издания на Общата енциклопедия.
В периода 1999 – 2009 г. са публикувани 11 тома, като всяка година се издава нов том. От 2010 г. се подготвя онлайн издание на енциклопедията. То е обогатено с мултимедийно съдържание. Безплатното онлайн издание на Хърватската енциклопедия е на разположение на читателите от септември 2013 г. В бъдеще време няма да се издават печатни издания, а информацията ще се актуализира и допълва само онлайн и ще се използва за мултимедийното издание на енциклопедията.

## Томове
| Том             | Главен редактор  | Година | Брой страници |
| --------------- | ---------------- | ------ | ------------- |
| I. : A – Bd     | Далибор Брозович | 1999   | 674           |
| II. : Be – Da   | Далибор Брозович | 2000   | 723           |
| III. : Da – Fo  | Далибор Брозович | 2001   | 722           |
| IV. : Fr – Ht   | Далибор Брозович | 2002   | 753           |
| V. : Hu – Km    | Аугуст Ковачец   | 2003   | 725           |
| VI. : Kn – Mak  | Аугуст Ковачец   | 2004   | 786           |
| VII. : Mal – Nj | Аугуст Ковачец   | 2005   | 814           |
| VIII. : O – Pre | Славен Равлич    | 2006   | 773           |
| IX. : Pri – Sk  | Славен Равлич    | 2007   | 842           |
| X. : Sl – To    | Славен Равлич    | 2008   | 830           |
| XI. : Tr – Ž    | Славен Равлич    | 2009   | 859           |

Отпечатани са общо 9272 страници, върху които има 67 077 статии, с общо 1 059 000 реда текст. В написването им участват 1070 автори, предимно сътрудници. Томовете са резултат от сътрудничеството на 20 – 30 души от Лексикографския институт и 300 – 400 сътрудници.